# Tractat de Lisboa (1668)
El Tractat de Lisboa (13 de febrer de 1668) va reconèixer la independència del Regne de Portugal de la Monarquia Hispànica. El Regne de Portugal es va separar del domini de la monarquia hispànica l'any 1640, i després de la restauració de la independència de Portugal, l'Estat entrà en guerra amb Espanya, que acabaria el 1668. El Tractat va ser signat en nom de Marianna d'Àustria, reina regent d'Espanya durant la minoria d'edat de Carles II i d'Alfons VI de Portugal, amb la intermediació d'Anglaterra. Ceuta va quedar exclosa de la devolució i va romandre en poder d'Espanya.